# باول لاندويسكي
بول ماكسيميليان لاندويسكي (1 يونيو 1875-31 مارس 1961) نحاتًا فرنسيًا من أصل بولندي. أشهر أعماله هو المسيح الفادي في ريو دي جانيرو بالبرازيل.

## السيرة الشخصية
ولد لاندويسكي في باريس بفرنسا لأب لاجئ بولندي، وأم فرنسية جولي فيوكستيمبس، ابنة هنري فيوكستيمبس. درس في أكاديمية جوليان، قبل تخرجه من المدرسة الوطنية العليا للفنون الجميلة، وفاز بجائزة روما في عام 1900 بتمثاله لديفيد ، واستمر في عمله لمدة خمسة وخمسين عامًا. أنتج أكثر من خمسة وثلاثين نصبًا تذكاريًا في مدينة باريس و12 أثرًا آخر في المنطقة المحيطة. ومن بين هؤلاء تمثال القديس جينيفيف على طراز آرت ديكو في جسر بونت دي لا تورنيلي عام 1928. كما أنشأ ليه فانتوم، النصب التذكاري الفرنسي لمعركة مارن الثانية التي تقف على بوت دي شالمونت في شمال فرنسا.
يشتهر لاندوفسكي على نطاق واسع بتمثال المسيح الفادي عام 1931 في ريو دي جانيرو بالبرازيل، بالتعاون مع المهندس المدني هيتور دا سيلفا كوستا والمهندس المعماري والنحات جورجي ليونيدا. تشير بعض المصادر إلى أن لاندوفسكي صمم رأس المسيح ويديه، لكن ليونيدا هي التي نحتت الرأس عندما سألها لاندوفسكي.
حصل على ميدالية ذهبية في المسابقات الفنية في دورة الألعاب الأولمبية الصيفية لعام 1928 للنحت، وهو حدث أقيم من عام 1912 إلى عام 1952. من عام 1933 حتى عام 1937 كان مديرًا للأكاديمية الفرنسية في روما. كما عمل محلفًا فنيًا مع فلورنس ماير بلومنثال في منح جائزة بريكس بلومنتال، وهي منحة تم منحها بين عامي 1919-1954 للرسامين والنحاتين الفرنسيين الشباب والنحاتين والنقاشين والكتاب والموسيقيين.
كان لاندوفسكي والد: الرسامة نادين لاندوفسكي (1908-1943)، والملحن مارسيل لاندوفسكي (1915-1999)، وعازف البيانو والرسام فرانسواز لاندوفسكي كايليت (1917-2007). توفي في بولون بيلانكور، إحدى ضواحي باريس، حيث يعرض متحف مخصص لأعماله أكثر من 100 عمل.